# Binningup
Binningup är en ort i Australien. Den ligger i kommunen Harvey och delstaten Western Australia, omkring 130 kilometer söder om delstatshuvudstaden Perth. Antalet invånare är 949.
Närmaste större samhälle är Australind, omkring 15 kilometer söder om Binningup. 
Trakten runt Binningup består till största delen av jordbruksmark. Runt Binningup är det glesbefolkat, med 9 invånare per kvadratkilometer. Genomsnittlig årsnederbörd är 1 014 millimeter. Den regnigaste månaden är maj, med i genomsnitt 183 mm nederbörd, och den torraste är februari, med 9 mm nederbörd.